# Physical Review B
Physical Review B: Condensed Matter and Materials Physics is een internationaal, aan peerreview onderworpen wetenschappelijk tijdschrift op het gebied van de fysica van de gecondenseerde materie.
De naam wordt in literatuurverwijzingen meestal afgekort tot Phys. Rev. B Condens. Matter.
Het wordt uitgegeven door de American Physical Society en verschijnt 48 keer per jaar.
Het eerste nummer verscheen in 1970 en het tijdschrift is een afsplitsing van Physical Review.